# Rinat Ajmétov
Rinat Leonídovich Ajmétov (en ucraniano: Рінат Леонідович Ахметов; en ruso: Ринат Леонидович Ахметов; Donetsk, 21 de septiembre de 1966) es un empresario ucraniano, multimillonario, y presidente de SCM Holdings, así como del club de fútbol Shakhtar Donetsk. Se graduó en la Universidad Nacional de Donetsk en Ciencias Económicas a mediados de la década de 1990.
En el año 2000 creó System Capital Management (SCM), empresa a través de la que fue adquiriendo sociedades mineras de Donetsk. Además también realiza tareas filantrópicas al ser el impulsor principal para el establecimiento de la Fundación para un Gobierno efectivo y la Fundación para el Desarrollo de Ucrania. Miembro de una familia tártara, es musulmán suní.
Según la revista Korrespondent, el magnate ucraniano se encuentra entre las 50 personas más ricas siendo Rinat Ajmétov (21.100 millones de dólares) el más rico de la Antigua Unión Soviética y de Europa en el año 2007. A finales de 2022, el Washington Post nombró al empresario como el mayor donante privado de Ucrania durante la invasión rusa.
A mediados de 2023, Bloomberg afirma que debido a la invasión, los multimillonarios en Ucrania han perdido una parte significativa de su influencia.
En 2023, Akhmetov comenzó a construir la segunda etapa del parque eólico de Tiligul, el más grande de Europa.
Sus empresas gozan de confianza en los EE. UU., y comenzó a transportar GNL a Ucrania en 2024.

## La reacción a la invasión rusa de Ucrania
Después de que comenzó la invasión a gran escala, Akhmetov declaró que Rusia era el agresor y Putin era el criminal de guerra, y que además las fábricas de acero de Mariúpol, Azovstal y la Planta Metalúrgica de Mariúpol no funcionarían bajo la ocupación rusa con detenerlas de forma temporal.
"Lo he dicho más de una vez y lo diré de nuevo: Donetsk y Donbas sólo pueden ser felices en una Ucrania unida y feliz", afirmó el 16 de febrero de 2022.
El 26 de febrero, Akhmetov declaró que había enviado 600 millones de jrivnias en ayuda a Ucrania, mientras que el SCM dirigía proyectos de apoyo a las Fuerzas Armadas de Ucrania, las Fuerzas de Defensa Territoriales y la población.
Las empresas de Rinat Akhmetov han transferido un total de 70 millones de euros en ayuda humanitaria y apoyo a las Fuerzas Armadas ucranianas y a la defensa del territorio desde la invasión rusa del 24 de febrero hasta mayo de 2022.
La Fundación de Akhmetov, todas las empresas de SCM y el FK Shajtar prestan su ayuda. A finales de mayo de 2022, Akhmetov asignó 100 millones de euros de ayuda a Ucrania. "Ayudamos a los civiles afectados por la guerra: llevamos alimentos y medicinas. Arriesgando sus propias vidas, nuestros ingenieros eléctricos restauran la luz y devuelven la paz a las ciudades y pueblos ucranianos. Ayudamos al ejército ucraniano y a las Fuerzas de Defensa Territoriales. Siempre que es posible, trabajamos para las necesidades del frente. Nuestras fábricas de acero producen erizos antitanques y acero para blindajes".
Según Forbes, la fortuna de Akhmetov se redujo de casi 14.000 millones de dólares a menos de 6.000 millones en sólo dos semanas en 2022 debido a la invasión rusa de Ucrania y probablemente podría llegar a ser mucho menos.
Akhmetov planea demandar a Rusia por las pérdidas que, según él, ascendieron a entre 17.000 y 20.000 millones de dólares como consecuencia del bombardeo de sus fábricas de acero en Mariúpol. "Definitivamente demandaremos a Rusia y exigiremos una compensación por todas las pérdidas y los negocios perdidos".
También Akhmetov dijo que ha estado en Ucrania desde el comienzo de la guerra con Rusia, y añadió: "Creemos en nuestro país y creemos en nuestra victoria".
El hombre más rico de Ucrania demandó a Rusia en junio de 2022  en la Corte Europea de Derechos Humanos en busca de una compensación que cifra en miles de millones de euros en pérdidas desde el comienzo de la invasión rusa el pasado 24 de febrero. Akhmetov ha demandado ante el tribunal a Moscú por las “graves violaciones de los derechos de su propiedad”, gestionados por un holding llamado System Capital Management (SCM).
Es el mayor donante de las Fuerzas Armadas de Ucrania.
Más de 12.000 empleados de sus empresas se unieron a las filas de las Fuerzas Armadas de Ucrania. 846 trabajadores (militares y civiles) fueron asesinados, 97 personas desaparecieron y 69 fueron capturadas.
Desde el comienzo de la invasión a gran escala hasta diciembre de 2024, Rinat Akhmetov transfirió 315 millones de dólares en ayuda a las Fuerzas Armadas de Ucrania y a las víctimas.
Su iniciativa "Frente de Acero" también transfirió tres buques blindados de desembarco y asalto a la Dirección Principal de Inteligencia de las Fuerzas Armadas de Ucrania.

## Títulos y premios
- Orden del Príncipe Yaroslav el Sabio. (2010)
- Caballero de la Orden del Mérito - I (2006), II (2004), III (2002)
- Trabajador Honorario de Cultura Física y Deportes de Ucrania (1999).
- Fue galardonado con la medalla "Shakhtar Glory" de los grados I-III, y con la medalla de oro del Campeonato de Fútbol de Ucrania (2002, 2005, 2006, 2008, 2010, 2011, 2012).
- Premiado con la "Estrella de Pakistán" por el presidente de Pakistán por sus servicios a Pakistán (2007).
- Ganador del premio "Reconocimiento" - "por una contribución significativa al mecenazgo de las artes".
- En 2006 Rinat Akhmetov fue galardonado con el título de "Ciudadano Honorario de Donetsk".